# Захарян, Вардан Седракович
Вардан Седракович Захарян (1908—1977) — заслуженный строитель Армянской ССР.

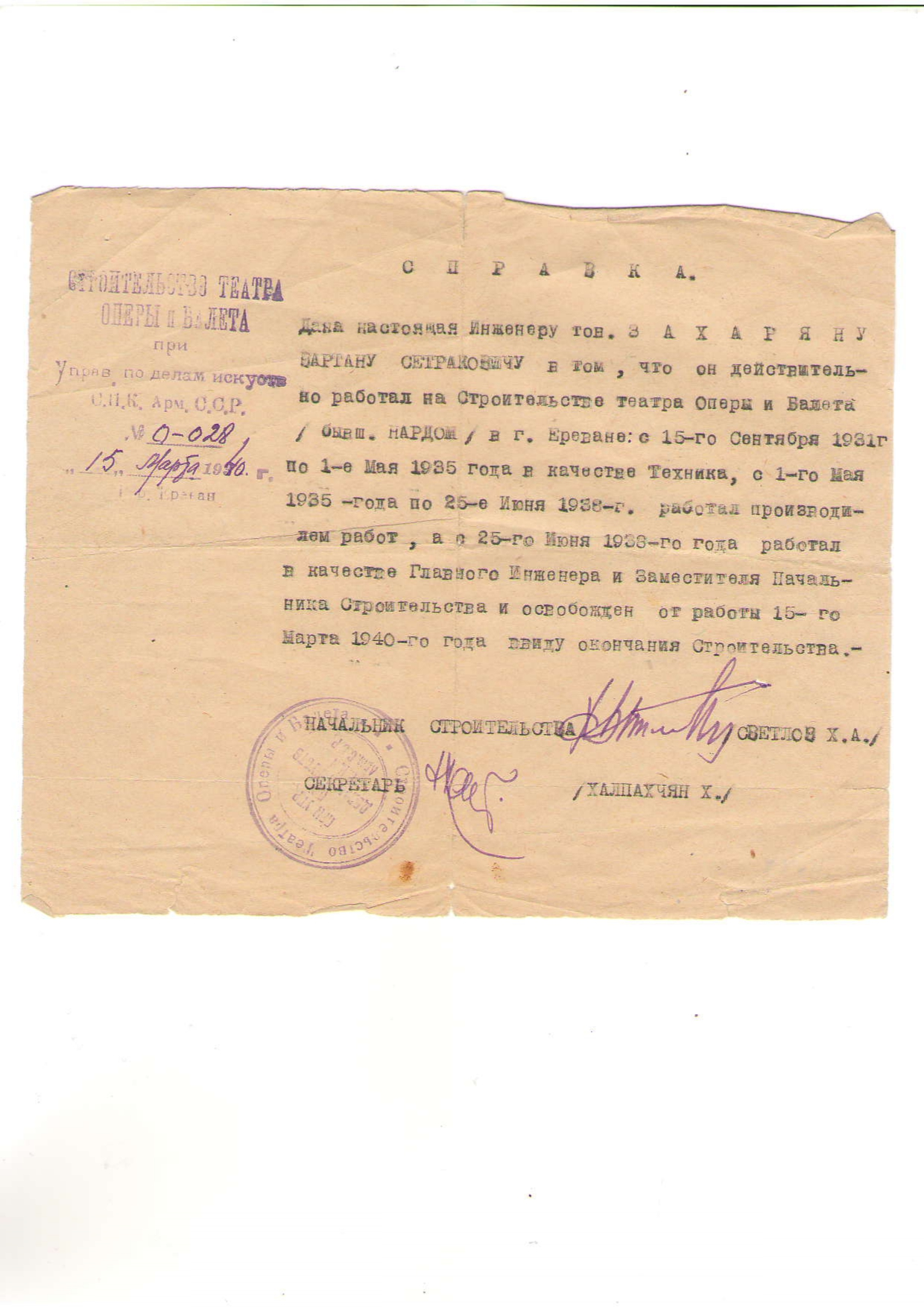

## Биография
Родился в Вагаршапате в крестьянской семье.
После окончания школы, он поступил на годичные курсы землеустроителей в Ереване. Несколько лет трудился по всей Армении техником-землеустроителем под руководством Наркомзема. Позднее поступил в Строительный институт (позже переименован в Политехнический институт).
С 1930 года работал в проекте по строительству Нардома.
С 1931 по 1939 год Вардан Захарян участвовал в строительстве здания театра оперы и балета имени Спендиаряна, которое было завершено в 1940 году.
В 1947 году приступил к строительству завода по производству поливинилацетата, который стал значимым химическим объектом в Армении и был реализован за пять лет.
В 1952 году Захарян стал управляющим треста «Армпродстрой» Министерства пищевой промышленности Армении, где руководил строительством различных заводов и фабрик. На протяжении трудовой карьеры руководил возведением десятков крупнейших объектов, включая коньячные и пивоваренные заводы, винные и консервные предприятия, мясокомбинаты, табачную фабрику, заводы по производству минеральных вод и другие сооружения в Армении.
Похоронен на Центральном кладбище в Ереване.

## Строительство здания оперы
Вардан Захарян начал работать на строительстве оперного театра по проекту архитектора Александра Таманяна ещё в годы своей учебы в университете. За время строительства прошёл путь от рядового техника до главного инженера и заместителя руководителя стройки.

## Другие строительные проекты
Под его руководством трестом «Армпродстрой» были построены:
- Завод «Джермук» и галерея минеральных вод
- Завод «Арзни» и санатория «Серый дом лечком»
- Коньячный завод «Арарат»
- Ереванский пивоваренный завод
- Завод стеклотары в Бюрегаване
- Винный завод
- Консервный завод
- Тобачная фабрика
- Мясокомбинат
- Рыбный комбинат
- Масложиркомбинат
- Молочный комбинат
- Хлебный завод
- Дом отдыха пионеров в Анкаване
- Кондитерская фабрика
- Карамельная фабрика
- Завод «Химреакатив»
- Витаминный завод
- Бумажно-картонная фабрика
- Завод зеркала
- Завод пианино
- Мебельная фабрика прост. Калинина
- Механический завод прост. Калинина
- Завод «Зигомзерно»
- Завод «Комбикорм»
- Завод «Пластик» (1-й участок)
- Завод «Метакс» (1-й участок)
- Станция Аэрация в Шенгавите
- Кинотеатр «Урарту» (Россия)

Кроме того, под руководством Захаряна были начаты работы по возведению стадиона «Пищевик» по просьбе А. С. Пирузяна (очищена и подготовлена территория под строительство), но руководство в Москве не разрешило строительство. В 1970-е годы на этом месте был построен стадион «Раздан».

## Награды
В 1966 году удостоен ордена «Знак почета» за успешное выполнение 7-летнего плана по капитальному строительству.
В 1970 году присвоено почетное звание Заслуженного строителя Армянской ССР.

## Галерея
Изображения из архива Арменпресс, предоставленные сыном Вардана Захаряна — Вигеном Захаряном.

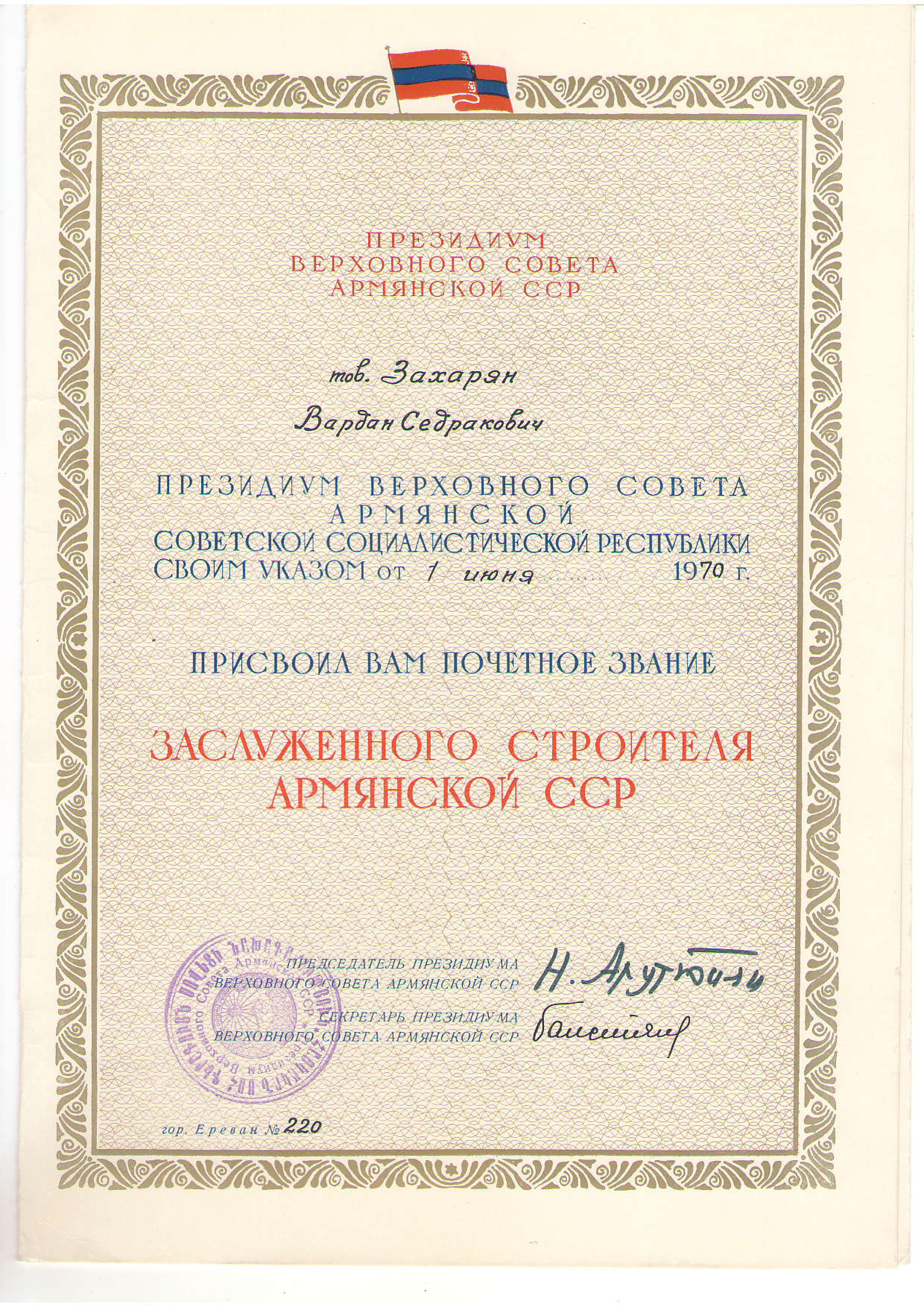
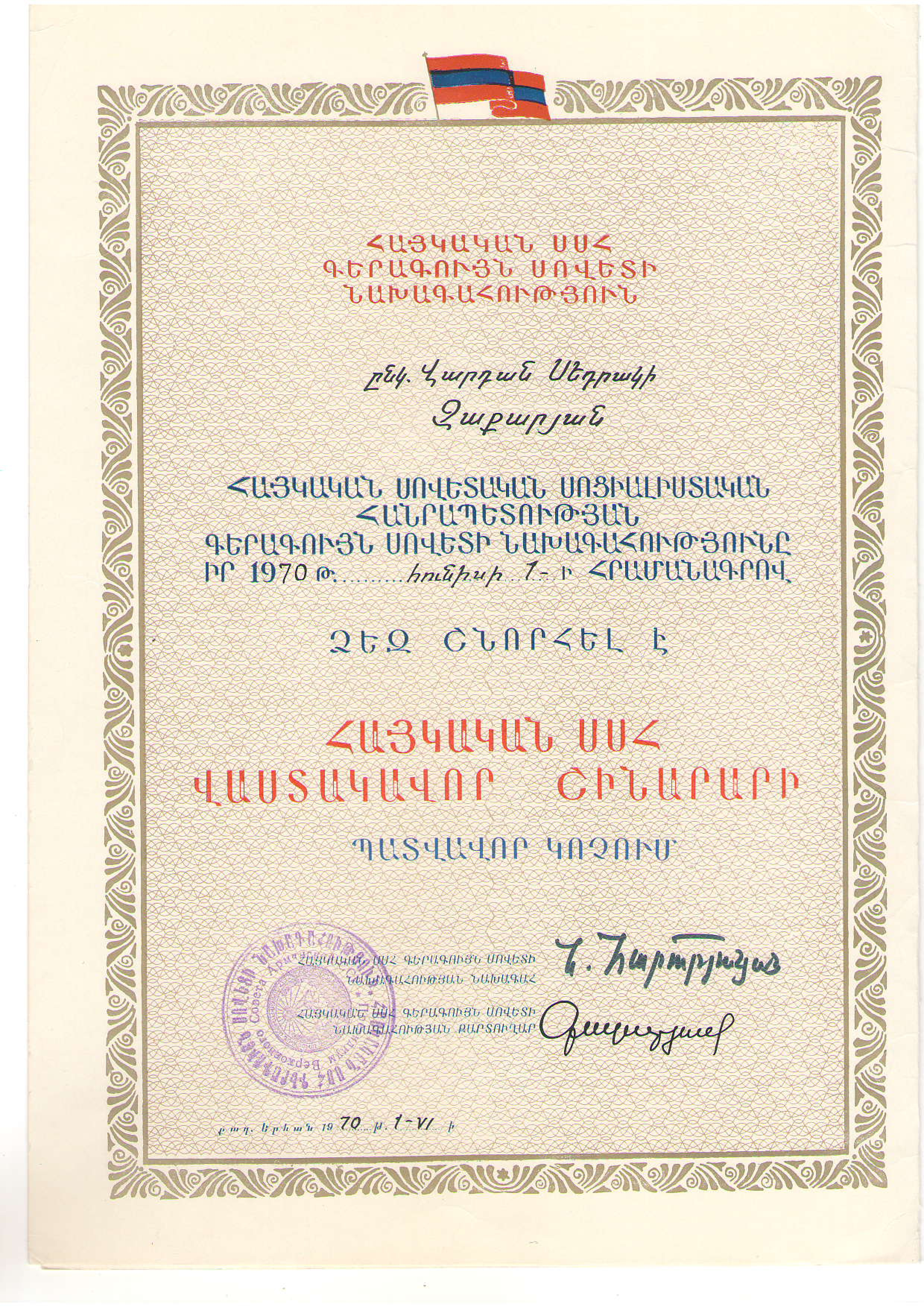